# Soultrane
Soultrane — студійний альбом джазового музиканта Джона Колтрейна. Він був випущений у 1958 році лейблом Prestige Records під номером каталогу 7142. Запис був зроблений у студії Van Gelder Studio в Гакенсаку, Нью-Джерсі, через три дні після сесії для альбому Milestones Майлза Девіса на лейблі Columbia Records.

## Зміст
Альбом є демонстрацією пізнього стилю Колтрейна 1950-х років, відомого як «sheets of sound» (шари звуку), термін, який ввів критик Айра Гітлер у примітках до альбому. Також на ньому представлена довга версія стандарту балади Біллі Екстайна «I Want to Talk About You», яку Колтрейн часто виконував згодом, зокрема в версії на альбомі Live at Birdland. Серед інших треків — «Good Bait» Теда Демерона та «Theme for Ernie» Фреда Лейсі. «You Say You Care» — пісня з бродвейського мюзиклу Gentlemen Prefer Blondes.
Альбом завершується енергійною версією «Russian Lullaby» Ірвінга Берліна. Продюсер Боб Вайнсток розповідає про гумористичну інтерпретацію Колтрейна:
|  | Ми записували сесію, і нам не вистачало треку, і я сказав: "Трейн, чому б тобі не придумати якийсь старий стандарт?" Він відповів: "Добре, я це зроблю."... і вони зіграли "Russian Lullaby" у дуже швидкому темпі. В кінці я запитав: "Трейн, як називається ця пісня?" І він відповів: "Rushin' Lullaby". Я просто розсміявся. |

Soultrane отримав свою назву від пісні з альбому Mating Call 1956 року Теда Демерона, на якому також грав Колтрейн. Пісня «Soultrane» не з'являється в цьому альбому, і жоден із п'яти треків на Soultrane не є оригінальним твором Колтрейна. Пісня «Theme for Ernie» була використана в саундтреці до фільму Смерть супермена 2005 року.

## Трек-лист
| Сторона 1 | Сторона 1                  | Сторона 1               | Сторона 1  |
| #         | Назва                      | Автор                   | Тривалість |
| --------- | -------------------------- | ----------------------- | ---------- |
| 1.        | «Good Bait»                | Тед Демерон Каунт Бейсі | 12:08      |
| 2.        | «I Want to Talk about You» | Біллі Екстайн           | 10:53      |
| 23:01     |                            |                         |            |

| Сторона 2 | Сторона 2          | Сторона 2               | Сторона 2  |
| #         | Назва              | Автор                   | Тривалість |
| --------- | ------------------ | ----------------------- | ---------- |
| 1.        | «You Say You Care» | Лео Робін Джуліус Стайн | 6:16       |
| 2.        | «Theme for Ernie»  | Фред Лейсі              | 4:57       |
| 3.        | «Russian Lullaby»  | Ірвінг Берлін           | 5:33       |
| 16:46     |                    |                         |            |

## Персоналії
- Джон Колтрейн — тенор-саксофон
- Ред Гарленд — фортепіано
- Пол Чемберс — бас
- Арт Тейлор — барабани

### Продакшн
- Руді ван Ґелдер — звукоінженер, ремастеринг
- Шігео Міямото — звукоінженер, мастеринг
- Алан Йошіда, Стів Гоффман — мастеринг
- Дель Костелло, Боб Вейнсток — продюсування
- Кадзуе Сугімото — супервайзер
- Акіра Тагучі — супервайзер
- Айра Гітлер — примітки до альбому